# Haliclonissa sacciformis
Haliclonissa sacciformis är en svampdjursart som beskrevs av Burton 1932. Haliclonissa sacciformis ingår i släktet Haliclonissa och familjen Niphatidae. Inga underarter finns listade i Catalogue of Life.